# Dwór w Wierzenicy
Dwór w Wierzenicy – dwór znajdujący się w centrum Wierzenicy w powiecie poznańskim. Był siedzibą rodu Cieszkowskich.

## Historia
Obiekt powstał w połowie XIX wieku. Jest budynkiem parterowym, na którego osi wznosi się piętrowy ryzalit zwieńczony trójkątnym frontonem. Dwór otoczony jest rozległymi zabudowaniami folwarcznymi (XIX-XX wiek) i parkiem krajobrazowym z pierwszej połowy XIX wieku. Po drugiej stronie rzeki Głównej wznosi się Wzgórze Krasińskiego, związane historią z dworem Cieszkowskich.
Od 1843 właścicielem dworu był filozof August Cieszkowski, przyjaciel Zygmunta Krasińskiego, który był w latach 1843–1845 sześciokrotnym gościem w Wierzenicy i bardzo upodobał sobie to miejsce, o czym wspominał w swojej twórczości. Po jego śmierci dwór odziedziczył młodszy syn, August Adolf Cieszkowski, wszechstronnie wykształcony w Krakowie i za granicą, późniejszy mecenas nauk i senator II RP. W 1926 majątek Wierzenica liczył 1380 ha i posiadał gorzelnię. August Adolf nie założył rodziny, dlatego w 1931 r. zdecydował się adoptować jako swoich synów czterech przedstawicieli rodzin ziemiańskich, m.in. Edwarda Bernarda Raczyńskiego (1891-1993), późniejszego prezydenta RP na Uchodźstwie, któremu zostawił w spadku dwór w Wierzenicy. Jego zarządcą był Felicjan Dembiński, ówczesny doktor (a później profesor) rolnictwa, również adoptowany przez Augusta Adolfa Cieszkowskiego. Biblioteka w dworze liczyła około 40 tys. woluminów, lecz uległa rozproszeniu podczas II wojny światowej.
Od 1975 roku dwór i przyległy park figuruje w rejestrze zabytków. W okresie PRL (1985) częściowo przebudowany bez zachowania szacunku dla jego pierwotnej formy.  Po upadku PRLu, dwór odzyskali spadkobiercy, czyli córki prezydenta Edwarda Raczyńskiego. Po kapitalnym remoncie w latach 2008-2012  dwór  jest wykorzystywany przez nowych właścicieli na potrzeby hotelowe.